# Nicolas Depoortére
Nicolas Depoortére (Francia, 1 de enero de 2003) es un jugador profesional francés de rugby que se desempeña en la posición de centro exterior en Union Bordeaux Bègles, equipo perteneciente a la liga Top 14.

## Carrera
Depoortére es un jugador de formación francesa (JIFF). Comenzó su carrera deportiva con el equipo US Izon, en el cual jugó nueve temporadas (2007-2016), después pasó a Union Bordeaux Bègles, donde lleva jugando ocho temporadas.